# 범프 업 비즈니스
《범프 업 비즈니스》는 대한민국의 웹드라마이다.

## 줄거리
파워 당당 섹시매력 중고 신인 ‘지훈’과 댕댕미 가득 수석 연습생 ‘이든’, 두 남자가 데뷔를 위한 목적으로 ‘비즈니스 게이 퍼포먼스’를 펼치며 벌어지는 좌충우돌 아슬아슬한 로맨스를 담은 드라마.

## 등장 인물
- Mill : 강이든 역
- 나인 : 공지훈 역
- 규빈 : 도현빈 역
- 유정 : 제이 역
- 리에 : 동건 역
- 준지 : 우성 역
- 김규리 : 다정 역
- 조혜인 : 니키 역
- 손종범 : 시장 역
- 이택진 : 과장 역